# Lijst van schepen van de United States Navy (G)
Deze lijst geeft een overzicht van schepen die ooit in dienst zijn geweest bij de United States Navy waarvan de naam begint met een G.

## G-Ga
- USS G-1 (SS-19½)
- USS G-2 (SS-27)
- USS G-3 (SS-31)
- USS G-4 (SS-26)
- USS G. H. McNeal
- USS G. L. Brockenborough
- USS G. W. Blunt
- USS Gabilan
- USS Gadsden
- USS Gadwall
- USS Gage (APA-168)
- USS Gainard (DD-706)
- USS Gaivota
- USS Galatea
- USS Galaxy (IX-54)
- USS Galena (1862, 1880, PC-1136)
- USS Galilea
- USS Gallant (MSO-489)
- USS Gallatin (LPA-169)
- USS Gallery (FFG-26)
- USS Gallinipper
- USS Gallipolis
- USS Gallup (PF-47, PG-85)
- USS Galveston (C-17, CLG-3)
- USS Gamage
- USS Gambier Bay (CVE-73)
- USS Gamma
- USS Ganadoga
- USS Gandy
- USS Ganges (1794)
- USS Gannet
- USS Gansevoort (DD-608)
- USS Gantner (APD-42)
- USS Ganymede
- USS Gar (SS-206)
- USS Garcia (FF-1040)
- USS Gardenia
- USS Gardiner
- USS Gardiners Bay
- USS Gardoqui
- USS Garfield County
- USS Garfield Thomas
- USS Garfish (SS-30)
- USS Gargoyle
- USS Garland
- USS Garlies
- USS Garlopa (SS-358)
- USS Garnet
- USS Garonne
- USS Garrard
- USS Garrett County (AGP-786)
- USS Garrupa (SS-359)
- USS Gary (CL-147, FFG-51)
- USS Gasconade
- USS Gatch
- USS Gates (1776, CG-51)
- USS Gatling (DD-671)
- USS Gato (SS-212, SSN-615)
- USS Gauger
- USS Gavia
- USS Gayety
- USS Gaynier
- USS Gazelle

## Ge-Gen
- USS Gear (ARS-34)
- USS Gearing (DD-710)
- USS Geiger (AP-197)
- USS Gem
- USS Gem of the Sea
- USS Gem State (ACS-2)
- USS Gemini (PHM-6)
- USS Gemsbok
- USS Gendreau (DE-639)
- USS General A. E. Anderson (AP-111)
- USS General A. W. Brewster (AP-155)
- USS General A. W. Greely (AP-141)
- USS General Alava
- USS General Alexander M. Patch (AP-122)
- USS General Arnold
- USS General Bragg (1862)
- USS General Burnside
- USS General C. C. Ballou (AP-157)
- USS General C. G. Morton (AP-138)
- USS General C. H. Muir (AP-142)
- USS General D. E. Aultman (AP-156)
- USS General Daniel I. Sultan
- USS General E. T. Collins (AP-147)
- USS General Edwin D. Patrick (AP-124)
- USS General G. O. Squier (AP-130)
- USS General G. W. Goethals
- USS General Gates
- USS General George M. Randall (AP-115)
- USS General Grant
- USS General Greene (1797, 1799)
- USS General H. B. Freeman (AP-143)
- USS General H. F. Hodges (AP-144)
- USS General H. H. Arnold (AGM-9)
- USS General H. L. Scott (AP-136)
- USS General H. W. Butner (AP-113)
- USS General Harry Taylor (AP-145)
- USS General Hoyt S. Vandenberg (AGM-10)
- USS General Hugh J. Gaffey
- USS General J. C. Breckinridge (AP-176)
- USS General J. H. McRae (AP-149)
- USS General J. R. Brooke (AP-132)
- USS General John Pope (AP-110)
- USS General Knox
- USS General LeRoy Eltinge (AP-154)
- USS General Lyon
- USS General M. B. Stewart (AP-140)
- USS General M. C. Meigs (AP-116)
- USS General M. L. Hersey (AP-148)
- USS General M. M. Patrick (AP-150)
- USS General Maurice Rose (AP-126)
- USS General Mifflin
- USS General Nelson M. Walker (AP-125)
- USS General Oswald H. Ernst (AP-133)
- USS General Omar Bundy (AP-152)
- USS General Pike (1813)
- USS General Pillow
- USS General Price (1862)
- USS General Putnam
- USS General R. E. Callan (AP-139)
- USS General R. L. Howze (AP-134)
- USS General R. M. Blatchford (AP-153)
- USS General S. D. Sturgis (AP-137)
- USS General Schuyler
- USS General Sherman
- USS General Simon B. Buckner (AP-123)
- USS General Stuart Heintzelman (AP-159)
- USS General Tasker H. Bliss (AP-131)
- USS General Taylor
- USS General Thomas
- USS General W. A. Mann (AP-112)
- USS General W. C. Gorgas
- USS General W. C. Langfitt (AP-151)
- USS General W. F. Hase (AP-146)
- USS General W. G. Haan (AP-158)
- USS General Walter H. Gordon (AP-117)
- USS General W. M. Black (AP-135)
- USS General W. P. Richardson (AP-118)
- USS General Walter H. Gordon (AP-117)
- USS General Washington
- USS General William Mitchell (AP-114)
- USS General William O. Darby
- USS General William Weigel (AP-119)
- USS Genesee (AOG-8)
- USS Geneva (APA-86)
- USS Genevieve
- USS Gentry

## Geo-Get
- USS Geoanna
- USS George (DE-697)
- USS George A. Johnson (DE-583)
- USS George Bancroft (SSBN-643)
- USS George Burton
- USS George C. Marshall (SSBN-654)
- USS George Clarke
- USS George Clymer
- USS George Cochrane
- USS George E. Badger (DD-196)
- USS George E. Davis (DE-357)
- USS George Eastman
- USS George F. Elliott I
- USS George F. Elliott II
- USS George F. Pierce
- USS George G. Henry
- USS George H. Bradley
- USS George H. W. Bush (CVN-77)
- USS George K. MacKenzie (DD-836)
- USS George M. Bibb (WPG-31)
- USS George M. Campbell (WPG-32)
- USS George Mangham
- USS George P. Squires
- USS George P. Upshur
- USS George Philip (FFG-12)
- USS George W. Goethals
- USS George W. Ingram (APD-43)
- USS George W. Rodger
- USS George Washington (1798, 1908, SSBN-598, CVN-73)
- USS George Washington Carver (1946, SSBN-656)
- USS George Washington Parke Custis
- USS Georgetown
- USS Georgia (BB-15, SSBN-729)
- USS Georgia Packet
- USS Georgiana
- USS Georgiana III
- USS Geraldine
- USS Geranium
- USS Germ
- USS Germantown (1846, LSD-42)
- USS Geronimo
- USS Gertrude
- USS Get There
- USS Gettysburg (1858, PCE-904, CG-64)

## Gh-Gn
- USS Ghent
- USS Gherardi (DD-637)
- USS Giansar
- USS Gibson County
- USS Gila River
- USS Gilbert Islands (CVE-107)
- USS Gillespie (DD-609)
- USS Gillette (DE-681)
- USS Gilliam
- USS Gilligan (DE-508)
- USS Gilliland (AKR-298)
- USS Gillis (DD-260/AVD-12)
- USS Gilmer (DD-233/APD-11, PC-565)
- USS Gilmore
- USS Ginko
- USS Gipsey
- USS Giraffe
- USS Girasol
- USS Glacier
- USS Gladiator (MCM-11)
- USS Gladiola
- USS Gladiolus
- USS Gladwin
- USS Gladwyne (PF-62/PG-170)
- USS Glance
- USS Glasgow
- USS Glaucus
- USS Gleaves (DD-423)
- USS Glen White
- USS Glenard P. Lipscomb (SSN-685)
- USS Glendale (PF-36)
- USS Glendoveer
- USS Glennon (DD-840)
- USS Glenolden
- USS Glenville
- USS Glenwood (PC-1140)
- USS Glide (1862, 1863)
- USS Glomar Explorer (AG-193)
- USS Gloria Dalton
- USS Gloucester (1891, PF-22)
- USS Glover (AGFF-1)
- USS Glynn (LPA-239)
- USS Gnat

## Go
- USS Goff (DD-247)
- USS Gold Shell
- USS Gold Star
- USS Goldcrest
- USS Golden City
- USS Golden Eagle
- USS Golden Gate
- USS Goldfinch
- USS Goldring (SS-360)
- USS Goldsborough (TB-20, DD-188, DDG-20)
- USS Golet (SS-361)
- USS Goliah
- USS Goliath (1869)
- USS Gonzalez (DDG-66)
- USS Goodhue
- USS Goodrich (DD-831)
- USS Goodson
- USS Goodwill
- USS Gopher
- USS Gopher State (T-ACS-4)
- USS Gordius
- USS Gordon (AKR-296)
- USS Gordonia
- USS Gore
- USS Gorgon (1869, BAM-18)
- USS Gorgona
- USS Gorontalo
- USS Goshawk
- USS Goshen (APA-108)
- USS Gosper
- USS Goss
- USS Gosselin (APD-126)
- USS Gould Island
- USS Governor
- USS Governor Buckingham
- USS Governor Davie
- USS Governor Jay
- USS Governor R. M. McLane
- USS Governor Russell
- USS Governor Tompkins
- USS Governor Williams
- USS Gozo

## Gr
- USS Gracie S
- USS Grackle
- USS Grady
- USS Graf Waldersee
- USS Graffias (AF-29)
- USS Grafton
- USS Graham
- USS Graham County (LST-1176/AGP-1176)
- USS Grainger
- USS Grampus (1820, 1863, SS-4, SS-207, SS-523)
- USS Grand Canyon (AR-28)
- USS Grand Canyon State (ACS-3)
- USS Grand Forks (PF-11/PG-119)
- USS Grand Gulf
- USS Grand Island (PF-14/PG-122)
- USS Grand Rapids (PF-31, PG-98)
- USS Grand River
- USS Granite
- USS Granite City
- USS Granite State
- USS Grant
- USS Grant County (LST-1174)
- USS Granville (APA-171)
- USS Granville S. Hall (YAG-40)
- USS Grapeshot
- USS Grapple (ARS-7, ARS-53)
- USS Grasp (ARS-24, ARS-51)
- USS Gratia
- USS Gratitude
- USS Gray (FF-1054)
- USS Grayback (SS-208, SSG-574)
- USS Graylag
- USS Grayling (SS-18, SP-1259, SP-289, SS-209, SSN-646)
- USS Grayson (DD-435)
- USS Great Lakes
- USS Great Northern
- USS Great Sitkin (AE-17)
- USS Great Western
- USS Grebe (AT-134)
- USS Grecian
- USS Green Bay (PG-101, LPD-20)
- USS Green Dragon
- USS Green Island
- USS Green Mountain State (ACS-9)
- USS Green River
- USS Greenbrier River
- USS Greencastle (PC-1119)
- USS Greene (DD-266/AVD-13/APD-36)
- USS Greeneville (SSN-772)
- USS Greenfish (SS-351)
- USS Greenlet (ASR-10)
- USS Greenling (SS-213, SSN-614)
- USS Greensboro
- USS Greenville Victory (AK-237)
- USS Greenwich
- USS Greenwich Bay
- USS Greenwood
- USS Greer
- USS Greer County
- USS Gregory (APD-3, DD-802)
- USS Greiner
- USS Grenadier (SS-210, SS-525)
- USS Gresham
- USS Gretchen
- USS Grey Fox
- USS Greyhound
- USS Gridley (DD-92, DD-380, CG-21, DDG-101)
- USS Griffin (AS-13)
- USS Griggs
- USS Grimes
- USS Grindall
- USS Grinnell
- USS Griswold (SP-3138, DE-7)
- USS Grommet Reefer (T-AF-53)
- USS Grosbeak
- USS Grosse Pointe
- USS Grosser Kurfurst
- USS Groton (SSN-694)
- USS Grouper (SS-214)
- USS Grouse
- USS Groves
- USS Growler (1812, 1812-2, SS-215, SSG-577)
- USS Grumium
- USS Grundy
- USS Grunion (SS-216)

## Gu-Gy
- USS Guadalcanal (CVE-60, LPH-7)
- USS Guadalupe (AO-32, AO-200)
- USS Gualala
- USS Guam (PG-43, CB-2, LPH-9)
- USS Guantanamo
- USS Guard
- USS Guardfish (SS-217, SSN-612)
- USS Guardian (MCM-5)
- USS Guardoqui
- USS Guavina (SS-362)
- USS Gudgeon (SS-211, SSAG-567)
- USS Guerriere (1814, 1865)
- USS Guest (DD-472)
- USS Guide (MSO-447)
- USS Guilford
- USS Guinevere
- USS Guitarro (SS-363, SSN-665)
- USS Gulfport (AK-5, PF-20)
- USS Gull
- USS Gum Tree
- USS Gunason (DE-795)
- Gunboats, Unnamed**
- USS Gunnel (SS-253)
- USS Gunnison River (LSM(R)-508)
- USS Gunston Hall (LSD-5, LSD-44)
- USS Gurke (DD-783)
- USS Gurkha (SP-600)
- USS Gurnard (SS-254, SSN-662)
- USS Gustafson (DE-182)
- USS Guyandot (AOG-16)
- USS Guymon (PC-1177)
- USS Gwin (TB-16, DD-71, DD-433, DM-33)
- USS Gwinnett (AVS-5)
- USS Gyatt (DD-712/DDG-1)
- USS Gypsum Queen (SP-430)
- USS Gypsy (SP-55, ARS(D)-1)
- USS Gyre (AGOR-21)
- USS GYSGT Fred W. Stockham (AK-3017)

A · B · C · D · E · F · G · H · I · J · K · L · M · N · O · P · Q · R · S · T · U · V · W · X · Y · Z